# Vanderford-Gletscher
Der Vanderford-Gletscher ist ein etwa 8,5 km breiter Gletscher an der Budd-Küste des ostantarktischen Wilkeslands. Er fließt in nordwestlicher Richtung in den südöstlichen Abschnitt der Vincennes Bay.
Kartiert wurde er anhand von Luftaufnahmen, die bei der vom US-amerikanischen Polarforscher Richard Evelyn Byrd geleiteten Operation Highjump (1946–1947) entstanden. Das Advisory Committee on Antarctic Names benannte den Gletscher 1955 nach Benjamin Vanderford (1788–1842), Steuermann der USS Vincennes, eines der Schiffe der United States Exploring Expedition (1838–1842) unter der Leitung des US-amerikanischen Polarforschers Charles Wilkes.